# Messier 47
Messier 47 este un obiect ceresc care face parte din Catalogul Messier, întocmit de astronomul francez Charles Messier.